# 황벽련

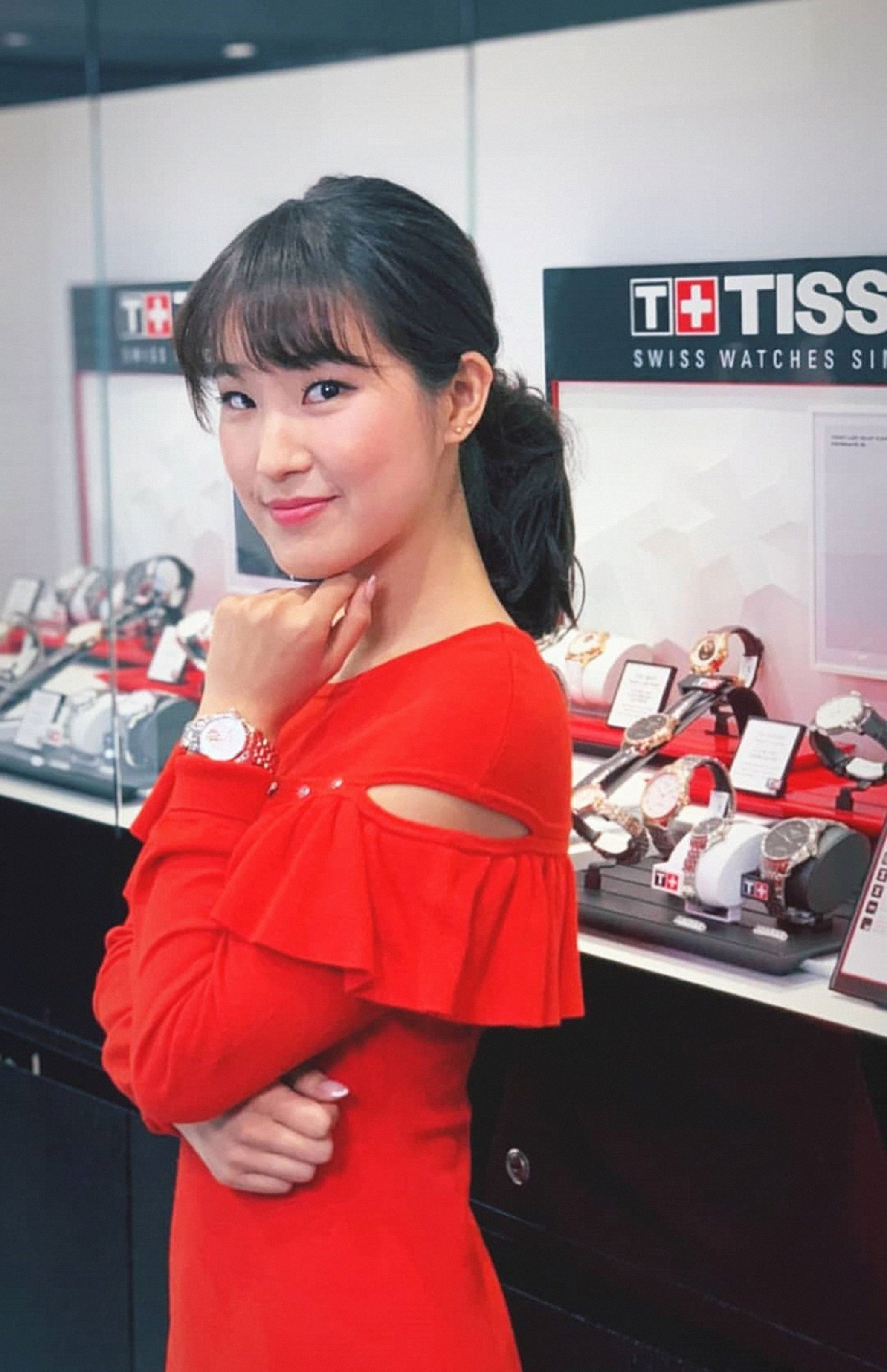

황벽련(黃碧蓮, Linna Huynh, 1991년 1월 1일 ~ )은 중화인민공화국의 배우이다. TVB의 사회자로서 아동용 게임쇼 대지(天地)의 사회를 맡고 있다.
밴쿠버에서 태어났다.

## 경력

### 모델
- 미스 차이니즈(溫哥華華裔小姐競選)

### 영화
- 비욘드 리뎀션 (2016년)